# Campeonato de Francia de Ciclocrós
Los Campeonatos de Francia de ciclocrós se organizan anualmente desde el año 1902 (aunque la edición de 1904 no se realizó) para determinar el campeón ciclista de Francia de cada año, en esta modalidad ciclista. El título se otorga al vencedor de una única carrera.
En los años 1915 a 1919 no se celebraron por causa de la Primera Guerra Mundial, y en los años 1941 y 1942 se organizaron dos campeonatos cada año, uno en la zona ocupada y otro en la zona libre.
Los ciclistas más laureados son Francis Mourey, con nueve títulos en categoría masculina y Caroline Mani, Laurence Leboucher y Maryline Salvetat con cinco títulos cada una en categoría femenina.

## Palmarés masculino

### Élites
| Año       | Vencedor                | Segundo                   | Tercero                   | Localidad               |
| --------- | ----------------------- | ------------------------- | ------------------------- | ----------------------- |
| 1902      | Fernand De Baeder       | Henri Vazieux             | Henri Roquess             | Verrières               |
| 1903      | Robert Seigneur         | Enrico Fouquier           | Louis Rigoust             | Verrières               |
| 1905      | Pierre Frère            | Eugène Christophe         | Louis Rigoust             | Mont-Valérien           |
| 1906      | Henri-Pierre Dupont     | Jean Devoissoux           | - Chevret                 | Mont-Valérien           |
| 1907      | Octave Lapize           | Lucien Pagès              | - Fox                     | Mont-Valérien           |
| 1908      | Marcel Baumler          | Lucien Pagès              | Gilbert Stoeffel          | Mont-Valérien           |
| 1909      | Eugène Christophe       | Antoine d'Annunzio        | Maurice Lainé             | Mont-Valérien           |
| 1910      | Eugène Christophe       | Georges Tribouillard      | Henri Massicot            | Mont-Valérien           |
| 1911      | Eugène Christophe       | Georges Tribouillard      | Aldo Bettini              | Mont-Valérien           |
| 1912      | Eugène Christophe       | Julien Loisel             | Lucien Pagès              | Mont-Valérien           |
| 1913      | Eugène Christophe       | Gommaire Jobin            | Julien Loisel             | Mont-Valérien           |
| 1914      | Eugène Christophe       | Francis Pélissier         | Georges Gatier            | Mont-Valérien           |
| 1920      | Gaston Degy             | Eugène Christophe         | Honoré Barthélémy         | Mont-Valérien           |
| 1921      | Eugène Christophe (7)   | Charles Lacquehay         | Roger Lacolle             | Mont-Valérien           |
| 1922      | Roger Lacolle           | Gaston Degy               | Eugène Christophe         | Fontainebleau           |
| 1923      | Roger Lacolle (2)       | Eugène Christophe         | Marcel Vincent            | Fontainebleau           |
| 1924      | Fernand Lemay           | Gaston Degy               | Fernand Dubourg           | Fontainebleau           |
| 1925      | Alexandre Piveteau      | Antoine Peyrard           | Clément Vottier           | Fontainebleau           |
| 1926      | Charles Pélissier       | Roger Lacolle             | Alexandre Piveteau        | Fontainebleau           |
| 1927      | Charles Pélissier       | Paul Le Drogo             | Camille Foucaux           | Fontainebleau           |
| 1928      | Charles Pélissier (3)   | Camille Foucaux           | Auguste Segaud            | Fontainebleau           |
| 1929      | Camille Foucaux         | Auguste Segaud            | Marcel Mazeyrat           | Fontainebleau           |
| 1930      | Camille Foucaux         | Henri Deconinck           | Aubert Winsingues         | Fontainebleau           |
| 1931      | Camille Foucaux         | Henri Deconinck           | André Vanderdonckt        | Fontainebleau           |
| 1932      | Camille Foucaux (4)     | Aubert Winsingues         | Marcel Duc                | Fontainebleau           |
| 1933      | André Vanderdonckt      | Théodore Ladron           | Auguste Segaud            | Fontainebleau           |
| 1934      | Charles Vaast           | Léon Maillard             | Robert Laforgue           | Fontainebleau           |
| 1935      | Robert Laforgue         | Georges Peuziat           | Jean Colotte              | Fontainebleau           |
| 1936      | Paul Chocque            | Francis Guilhaire         | Robert Oubron             | Fontainebleau           |
| 1937      | Georges Peuziat         | Robert Oubron             | Charles Vaast             | Fontainebleau           |
| 1938      | Paul Chocque (2)        | Maurice Cacheux           | Ludovic Bulteau           | Fontainebleau           |
| 1939      | Robert Laforgue         | Charles Vaast             | Marcel Duc                | Fontainebleau           |
| 1941 (ZO) | Robert Oubron           | Georges Peuziat           | Kléber Piot               | Marnes-la-Coquette      |
| 1941 (ZL) | Gino Proietti           | Jules Rougemont           | Marius Nanni              | Bron                    |
| 1942 (ZO) | Robert Oubron (2)       | Albert Carapezzi          | Georges Peuziat           | Marnes-la-Coquette      |
| 1942 (ZL) | Gino Proietti           | Jules Stellon             | Roger Pierredon           | Marseille               |
| 1943      | Robert Oubron           | Robert Dorgebray          | Marcel Duc                | Toulouse                |
| 1944      | Robert Oubron           | Kléber Piot               | Victor Cosson             | Fontainebleau           |
| 1945      | Jean Robic              | Kléber Piot               | Roger Rondeaux            | Fontainebleau           |
| 1946      | Robert Oubron (5)       | Kléber Piot               | Georges Ramoulux          | Fontainebleau           |
| 1947      | Roger Rondeaux          | Pierre Jodet              | Vincent Ceci              | Fontainebleau           |
| 1948      | Roger Rondeaux          | Pierre Jodet              | Robert Oubron             | Charbonnières-les-Bains |
| 1949      | Roger Rondeaux          | Georges Ramoulux          | Robert Oubron             | Nancy                   |
| 1950      | Pierre Jodet            | Georges Meunier           | Kléber Piot               | Fontainebleau           |
| 1951      | Roger Rondeaux          | André Dufraisse           | Georges Meunier           | Marsannay-la-Côte       |
| 1952      | Roger Rondeaux          | Antonin Canavèse          | André Dufraisse           | Limoges                 |
| 1953      | Roger Rondeaux          | Gilbert Bauvin            | Antonin Canavèse          | Besançon                |
| 1954      | Roger Rondeaux (7)      | Pierre Jodet              | André Dufraisse           | La Baule                |
| 1955      | André Dufraisse         | Gérard Durand             | Roger Rondeaux            | Calais                  |
| 1956      | André Dufraisse         | Georges Meunier           | Pierre Jodet              | Dreux                   |
| 1957      | Georges Meunier         | Pierre Jodet              | André Dufraisse           | Bourges                 |
| 1958      | André Dufraisse         | André Brulé               | Georges Meunier           | Calais                  |
| 1959      | André Dufraisse         | André Brulé               | Georges Meunier           | Saint-Fons              |
| 1960      | Georges Meunier (2)     | Robert Aubry              | Jean Gérardin             | Poitiers                |
| 1961      | André Dufraisse         | Jean Gérardin             | Maurice Gandolfo          | Vihiers                 |
| 1962      | André Dufraisse         | Maurice Gandolfo          | Bernard Vattier           | Lurbe-Saint-Christau    |
| 1963      | André Dufraisse (7)     | Maurice Gandolfo          | Pierre Bernet             | Cesson                  |
| 1964      | Michel Pelchat          | Pierre Bernet             | Jean Gérardin             | Le Bec-Hellouin         |
| 1965      | Pierre Bernet           | Maurice Gandolfo          | Jules Leclercq            | Aiglemont               |
| 1966      | Michel Pelchat (2)      | Pierre Bernet             | Joseph Mahé               | Labatut                 |
| 1967      | Jean-Pierre Ducasse     | Pierre Bernet             | André Bayssière           | Épernay                 |
| 1968      | Jean-Pierre Ducasse (2) | Luc Evrard                | Michel Pelchat            | Josselin                |
| 1969      | James Herbain           | Pierre Bernet             | Jean-Paul Weibel          | Sarrebourg              |
| 1970      | Pierre Bernet (2)       | Walter Ricci              | James Herbain             | Le Havre                |
| 1971      | Jean-Michel Richeux     | Alex Gérardin             | Pierre Bernet             | Saint-Junien            |
| 1972      | Jean-Michel Richeux (2) | Pierre Bernet             | André Wilhelm             | Saint-Leu-d'Esserent    |
| 1973      | André Wilhelm           | Pierre Bernet             | Jean-Yves Plaisance       | Lanarvily               |
| 1974      | André Wilhelm           | Alex Gérardin             | Pierre Bernet             | Kaysersberg             |
| 1975      | Alex Gérardin           | Walter Ricci              | Gilbert Lahalle           | Saint-Simeux            |
| 1976      | Cyrille Guimard         | Jean-Yves Plaisance       | Alex Gérardin             | Chazay d'Azergues       |
| 1977      | Alex Gérardin           | Robert Alban              | Jean-Yves Plaisance       | Lapugnoy                |
| 1978      | Jean-Yves Plaisance     | Jean Chassang             | Pierre-Raymond Villemiane | Pontchâteau             |
| 1979      | André Wilhelm (3)       | Pierre-Raymond Villemiane | Jean Chassang             | Versailles              |
| 1980      | Alex Gérardin (3)       | Robert Alban              | Jacques Osmont            | Langres                 |
| 1981      | Jean Chassang           | Alex Gérardin             | André Wilhelm             | Cours-les-Barres        |
| 1982      | Marc Madiot             | Alex Gérardin             | Pascal Poisson            | Miramas                 |
| 1983      | Martial Gayant          | Patrice Thévenard         | Marc Madiot               | Salies-de-Béarn         |
| 1984      | Yvon Madiot             | Martial Gayant            | Marc Madiot               | Reyrieux                |
| 1985      | Yvon Madiot             | Marc Madiot               | Martial Gayant            | La Chaussaire           |
| 1986      | Martial Gayant (2)      | Yvon Madiot               | Ronan Pensec              | Fourmies                |
| 1987      | Yvon Madiot (3)         | Christophe Lavainne       | Martial Gayant            | Camors                  |
| 1988      | Christophe Lavainne     | Martial Gayant            | Yvon Madiot               | Munster                 |
| 1989      | Dominique Arnould       | Martial Gayant            | Christophe Lavainne       | Tessé-la-Madeleine      |
| 1990      | Christophe Lavainne (2) | Dominique Arnould         | Bruno Lebras              | Cap d'Agde              |
| 1991      | Bruno Lebras            | David Pagnier             | Daniel Maquet             | Lunéville               |
| 1992      | David Pagnier           | Dominique Arnould         | Emmanuel Magnien          | Saint-Herblain          |
| 1993      | Dominique Arnould       | Emmanuel Magnien          | David Pagnier             | Montreuil               |
| 1994      | Dominique Arnould       | Cyrille Bonnand           | David Pagnier             | Sablé-sur-Sarthe        |
| 1995      | Jérôme Chiotti          | David Pagnier             | Emmanuel Magnien          | Cublize                 |
| 1996      | Emmanuel Magnien        | Jérôme Chiotti            | Patrice Halgand           | Lanarvily               |
| 1997      | Christophe Mengin       | David Pagnier             | Dominique Arnould         | Harnes                  |
| 1998      | Christophe Mengin (2)   | Dominique Arnould         | Emmanuel Magnien          | Nommay                  |
| 1999      | Christophe Morel        | Emmanuel Magnien          | Sébastien Loigerot        | Pontchâteau             |
| 2000      | Christophe Morel (2)    | Dominique Arnould         | Miguel Martinez           | Manosque                |
| 2001      | David Pagnier           | Cyrille Bonnand           | Miguel Martinez           | Blaye                   |
| 2002      | Dominique Arnould       | David Derepas             | John Gadret               | Sarrebourg              |
| 2003      | Dominique Arnould (5)   | John Gadret               | Arnaud Labbe              | Nommay                  |
| 2004      | John Gadret             | Arnaud Labbe              | Christophe Morel          | Limoges                 |
| 2005      | Francis Mourey          | John Gadret               | Arnaud Labbe              | Liévin                  |
| 2006      | John Gadret (2)         | Francis Mourey            | Arnaud Labbe              | Sedan                   |
| 2007      | Francis Mourey          | John Gadret               | Jérôme Chevallier         | Lanarvily               |
| 2008      | Francis Mourey          | John Gadret               | Arnaud Labbe              | Pontchâteau             |
| 2009      | Francis Mourey          | Steve Chainel             | Julien Belgy              | Pontchâteau             |
| 2010      | Francis Mourey          | Steve Chainel             | Nicolas Bazin             | Liévin                  |
| 2011      | Francis Mourey          | John Gadret               | Arnold Jeannesson         | Lanarvily               |
| 2012      | Aurélien Duval          | Steve Chainel             | Francis Mourey            | Quelneuc                |
| 2013      | Francis Mourey          | Arnold Jeannesson         | John Gadret               | Nommay                  |
| 2014      | Francis Mourey          | Fabien Canal              | Nicolas Bazin             | Lignières               |
| 2015      | Clément Lhotellerie     | Clément Venturini         | Francis Mourey            | Pontchâteau             |
| 2016      | Francis Mourey (9)      | Clément Venturini         | John Gadret               | Besançon                |
| 2017      | Clément Venturini       | Arnold Jeannesson         | John Gadret               | Lanarvily               |
| 2018      | Steve Chainel           | Francis Mourey            | Arnold Jeannesson         | Quelneuc                |
| 2019      | Clément Venturini (2)   | Fabien Canal              | Francis Mourey            | Besançon                |
| 2020      | Clément Venturini (3)   | Joshua Dubau              | Fabien Doubey             | Flamanville             |
| 2021      | Clément Venturini (4)   | Joshua Dubau              | David Menut               | Pontchâteau             |
| 2022      | Joshua Dubau            | Yan Gras                  | Fabien Doubey             | Liévin                  |
| 2023      | Clément Venturini (5)   | Fabien Doubey             | Joshua Dubau              | Bagnoles de l'Orne      |
| 2024      | Clément Venturini (6)   | Joshua Dubau              | Théo Thomas               | Flamanville             |

### Sub-23
| Año  | Vencedor               | Segundo            | Tercero                 |
| ---- | ---------------------- | ------------------ | ----------------------- |
| 1987 | Dominique Arnould      | Gwénaël Guégan     | Bruno Blangeois         |
| 1988 | Christophe Mengin      | Stéphane Piriac    | Marc Meyer              |
| 1989 | David Pagnier          | Eddy Seigneur      | Emmanuel Duez           |
| 1990 | Cyriaque Duval         | David Pagnier      | José Jaurégui           |
| 1991 | Emmanuel Magnien       | Franck Laurance    | Jérôme Chiotti          |
| 1992 | Jérôme Chiotti         | Régis Duros        | Olivier Macedo          |
| 1993 | David Lefèvre          | Sébastien Loigerot | Christophe Morel        |
| 1994 | Patrice Halgand        | Sébastien Loigerot | Christophe Morel        |
| 1995 | Patrice Halgand (2)    | Christophe Morel   | Pascal Perrin           |
| 1996 | Miguel Martinez        | Laurent Lefèvre    | Vincent Renault         |
| 1997 | Christophe Morel       | David Derepas      | Gaël Moreau             |
| 1998 | Miguel Martinez (2)    | David Derepas      | Guillaume Benoist       |
| 1999 | Guillaume Benoist      | John Gadret        | Thomas Lecuyer          |
| 2000 | David Derepas          | John Gadret        | Jean-Baptiste Béraud    |
| 2001 | Francis Mourey         | Thomas Lecuyer     | Julien Absalon          |
| 2002 | Francis Mourey (2)     | David Boucher      | Jean-Baptiste Béraud    |
| 2003 | Fabien Bourly          | Julien Belgy       | Sébastien Minard        |
| 2004 | Stéphane Belot         | Julien Belgy       | Romain Fondard          |
| 2005 | Romain Villa           | Steve Chainel      | Julien Belgy            |
| 2006 | Clément Lhotellerie    | Florian Le Corre   | Jonathan Lopez          |
| 2007 | Romain Villa (2)       | Aurélien Duval     | Arnold Jeannesson       |
| 2008 | Aurélien Duval         | Jonathan Lopez     | Clément Bourgoin        |
| 2009 | Arnaud Jouffroy        | Matthieu Boulo     | Guillaume Perrot        |
| 2010 | Matthieu Boulo         | Arnaud Jouffroy    | Jérémy Grimal           |
| 2011 | Matthieu Boulo (2)     | Camille Thominet   | Freddie Guilloux        |
| 2012 | Julian Alaphilippe     | Kévin Bouvard      | Clément Venturini       |
| 2013 | Julian Alaphilippe (2) | Clément Venturini  | Jimmy Turgis            |
| 2014 | Clément Venturini      | David Menut        | Fabien Doubey           |
| 2015 | Fabien Doubey          | Clément Russo      | Victor Koretzky         |
| 2016 | Clément Russo          | Victor Koretzky    | Lucas Dubau             |
| 2017 | Tony Périou            | Clément Russo      | Joshua Dubau            |
| 2018 | Lucas Dubau            | Joshua Dubau       | Maxime Bonsergent       |
| 2019 | Antoine Benoist        | Eddy Finé          | Sandy Dujardin          |
| 2020 | Antoine Benoist (2)    | Mickaël Crispin    | Joris Delbove           |
| 2021 | Antoine Huby           | Joris Delbove      | Florian Richard Andrade |
| 2022 | Romain Grégoire        | Joris Delbove      | Clément Alleno          |
| 2023 | Martin Groslambert     | Nathan Bommenel    | Rémi Lelandais          |
| 2024 | Nathan Bommenel        | Rémi Lelandais     | Léo Bisiaux             |

## Palmarés femenino

### Élites
| Año  | Vencedora                  | Segunda                  | Tercera                   |
| ---- | -------------------------- | ------------------------ | ------------------------- |
| 2000 | Laurence Leboucher         | Sandra Temporelli        | Nadia Triquet-Claude      |
| 2001 | Laurence Leboucher         | Maryline Salvetat        | Virginie Souchon          |
| 2002 | Maryline Salvetat          | Laurence Leboucher       | Corinne Sempé             |
| 2003 | Laurence Leboucher         | Maryline Salvetat        | Nadia Triquet-Claude      |
| 2004 | Maryline Salvetat          | Laurence Leboucher       | Corinne Sempé             |
| 2005 | Maryline Salvetat          | Laurence Leboucher       | Corinne Sempé             |
| 2006 | Laurence Leboucher         | Maryline Salvetat        | Nadia Triquet-Claude      |
| 2007 | Maryline Salvetat          | Laurence Leboucher       | Christel Ferrier-Bruneau  |
| 2008 | Laurence Leboucher (5)     | Maryline Salvetat        | Christel Ferrier-Bruneau  |
| 2009 | Maryline Salvetat (5)      | Christel Ferrier-Bruneau | Caroline Mani             |
| 2010 | Caroline Mani              | Christel Ferrier-Bruneau | Pauline Ferrand-Prévot    |
| 2011 | Caroline Mani (2)          | Pauline Ferrand-Prévot   | Christel Ferrier-Bruneau  |
| 2012 | Lucie Chainel-Lefèvre      | Pauline Ferrand-Prévot   | Caroline Mani             |
| 2013 | Lucie Chainel-Lefèvre (2)  | Pauline Ferrand-Prévot   | Christel Ferrier-Bruneau  |
| 2014 | Pauline Ferrand-Prévot     | Lucie Chainel-Lefèvre    | Caroline Mani             |
| 2015 | Pauline Ferrand-Prévot (2) | Caroline Mani            | Lucie Chainel-Lefèvre     |
| 2016 | Caroline Mani (3)          | Laure Bouteloup          | Marlène Morel-Petitgirard |
| 2017 | Caroline Mani (4)          | Juliette Labous          | Hélène Clauzel            |
| 2018 | Pauline Ferrand-Prévot (3) | Caroline Mani            | Marlène Petit             |
| 2019 | Caroline Mani (5)          | Marlène Petit            | Marion Norbert Riberolle  |
| 2020 | Marion Norbert-Riberolle   | Caroline Mani            | Perrine Clauzel           |
| 2021 | Amandine Fouquenet         | Perrine Clauzel          | Marion Norbert-Riberolle  |
| 2022 | Line Burquier              | Hélene Clauzel           | Amandine Fouquenet        |
| 2023 | Hélene Clauzel             | Line Burquier            | Perrine Clauzel           |
| 2024 | Hélene Clauzel             | Amandine Fouquenet       | Anais Morichon            |

### Sub-23
| Año  | Vencedora                | Segunda                  | Tercera             |
| ---- | ------------------------ | ------------------------ | ------------------- |
| 2020 | Marion Norbert-Riberolle | Léa Curinier             | Laura Porhel        |
| 2021 | Amandine Fouquenet       | Marion Norbert-Riberolle | Lauriane Duraffourg |
| 2022 | Line Burquier            |                          |                     |

## Estadísticas

### Más victorias
| Ciclista            | Victorias | Años                                                  |
| ------------------- | --------- | ----------------------------------------------------- |
| Francis Mourey      | 9         | 2005, 2007, 2008, 2009, 2010, 2011, 2013, 2014 y 2016 |
| Eugène Christophe   | 7         | 1909, 1910, 1911, 1912, 1913, 1914 y 1921             |
| Roger Rondeaux      | 7         | 1947, 1948, 1949, 1951, 1952, 1953 y 1954             |
| André Dufraisse     | 7         | 1955, 1956, 1958, 1959, 1961, 1962 y 1963             |
| Clément Venturini   | 6         | 2017, 2019, 2020, 2021, 2023 y 2024                   |
| Robert Oubron       | 5         | 1941, 1942, 1943, 1944 y 1946                         |
| Dominique Arnould   | 5         | 1989, 1993, 1994, 2002 y 2003                         |
| Charles Pélissier   | 4         | 1929, 1930, 1931 y 1932                               |
| Charles Pélissier   | 3         | 1926, 1927 y 1928                                     |
| André Wilhelm       | 3         | 1973, 1974 y 1979                                     |
| Alex Gérardin       | 3         | 1975, 1977 y 1980                                     |
| Yvon Madiot         | 3         | 1984, 1985 y 1987                                     |
| Dominique Arnould   | 3         | 1989, 1993 y 1994                                     |
| Roger Lacolle       | 2         | 1922 y 1923                                           |
| Paul Chocque        | 2         | 1936 y 1938                                           |
| Charles Pélissier   | 2         | 1935 y 1939                                           |
| Gino Proietti       | 2         | 1941 y 1942                                           |
| Georges Meunier     | 2         | 1957 y 1960                                           |
| Michel Pelchat      | 2         | 1964 y 1966                                           |
| Jean-Pierre Ducasse | 2         | 1967 y 1968                                           |
| Pierre Bernet       | 2         | 1965 y 1970                                           |
| Jean-Michel Richeux | 2         | 1971 y 1972                                           |
| Martial Gayant      | 2         | 1983 y 1986                                           |
| Christophe Lavainne | 2         | 1988 y 1990                                           |
| Christophe Mengin   | 2         | 1997 y 1998                                           |
| David Pagnier       | 2         | 1992 y 2001                                           |
| Christophe Morel    | 2         | 1999 y 2000                                           |
| John Gadret         | 2         | 2004 y 2006                                           |

| Ciclista               | Victorias | Años                          |
| ---------------------- | --------- | ----------------------------- |
| Laurence Leboucher     | 5         | 2000, 2001, 2003, 2006 y 2008 |
| Maryline Salvetat      | 5         | 2002, 2004, 2005, 2007 y 2009 |
| Caroline Mani          | 5         | 2010, 2011, 2016, 2017 y 2019 |
| Pauline Ferrand-Prévot | 3         | 2014, 2015 y 2018             |
| Lucie Chainel-Lefèvre  | 2         | 2012 y 2013                   |
| Hélène Clauzel         | 2         | 2023 y 2024                   |